# Monotropastrum
Monotropastrum – rodzaj roślin należących do rodziny wrzosowatych (Ericaceae). Należą tu dwa gatunki występujące we wschodniej Azji. Oba gatunki są bylinami pozbawionymi chlorofilu, pozyskującymi substancje pokarmowe z grzybów, na których pasożytują – są myko-heterotrofami. Występują w lasach liściastych i mieszanych na obszarach do rzędnej 2500 m n.p.m.

## Morfologia
PokrójPęd kwiatonośny na szczycie przewisający lub z kilkukwiatowym, wyprostowanym gronem ze zwisającymi kwiatami. Osiąga do 20 cm wysokości. Pęd kwiatowy wyrasta z węzła, z którego rozwija się gęsty system korzeniowy.
LiścieBrak. Na pędach kwiatonośnych liście łuskowate, cienkie, przylegające do pędu.
KwiatyPojedyncze, dwa lub kilka skupionych w przewisającej wierzchotce lub wzniesionym gronie. Posiadają 3 (rzadziej 1 lub 5) działek kielicha przytulonych do 3–5 płatków korony, woreczkowato rozdętych u nasady i owłosionych wewnątrz. Pręciki w liczbie od 6 do 10 ułożone w dwóch okółkach różnej długości. Zalążnia jednokomorowa, zwieńczona cienką szyjką słupka o długości 3–6 mm.
OwocProsto wzniesiona, jagoda zawierająca liczne i drobne nasiona.

## Systematyka
Synonimy taksonomiczne
Eremotropa Andres; Monotropanthum Andres.
Pozycja systematyczna według Angiosperm Phylogeny Website (aktualizowany system APG III z 2009)
Jeden z kilku rodzajów z plemienia Monotropeae z podrodziny Monotropoideae Arnott (syn. Hypopityaceae Link, Monotropaceae Nuttall, nom. cons., Pyrolaceae Lindley, nom. cons.) w obrębie rodziny wrzosowatych Ericaceae Jussieu z rzędu wrzosowców Ericales Dumortier. Pozycja systematyczna rodzaju i zaliczanych tu gatunków nie jest pewna, ze względu na parafiletyczny charakter tradycyjnego ujęcia rodzaju Monotropa prawdopodobne jest włączenie do niego spokrewnionego rodzaju Monotropastrum. 
Wykaz gatunków
- Monotropastrum humile (D.Don) H.Hara
- Monotropastrum sciaphilum (Andres) G.D.Wallace